# Коні не винні
«Коні не винні» — новела українського письменника Михайла Коцюбинського, написана 1912 року на острові Капрі.
У новелі розповідається про поміщика Аркадія Петровича Малину, котрий вважає себе лібералом і декларує право селян на землю. Але коли останні хочуть розділити його землю, то він готовий зі зброєю захищати своє майно. Коли його син викликає загін козаків, він погоджується його залишити, мотивуючи це турботою про коней, яким потрібен відпочинок.
Вислів «коні не винні» став крилатим у значенні лицемірного небажання бачити дійсних винуватців чогось.